# Paulmy
Paulmy is een gemeente in het Franse Kanton Grand-Pressigny dat behoort tot het departement Indre-et-Loire (regio Centre-Val de Loire) en telt 261 inwoners (1999). De plaats maakt deel uit van het arrondissement Loches.

## Geografie
De oppervlakte van Paulmy bedraagt 26,9 km², de bevolkingsdichtheid is 9,7 inwoners per km².
De onderstaande kaart toont de ligging van Paulmy met de belangrijkste infrastructuur en aangrenzende gemeenten.

## Demografie
Onderstaande figuur toont het verloop van het inwonertal (bron: INSEE-tellingen).